# ESPRESSO

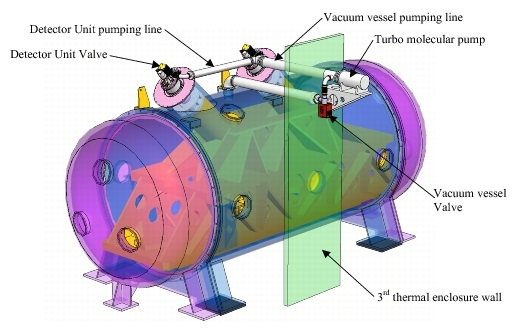
Spettrografo ESPRESSO in un abbozzo progettuale preliminare.

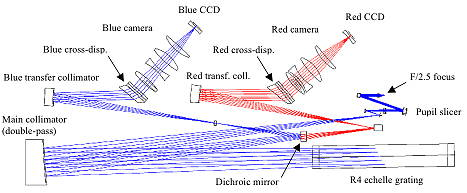
Componente ottica di ESPRESSO in un abbozzo preliminare

ESPRESSO (Echelle SPectrograph for Rocky Exoplanet and Stable Spectroscopic Observations), spettrografo Echelle per esopianeti rocciosi ed osservazioni stabili è uno spettrografo di tipo Echelle a dispersione incrociata e connesso mediante fibra ottica installato al Very Large Telescope (VLT) dell'Osservatorio europeo australe. È il successore di una linea di spettrometri echelle (CORAVEL, Elodie, Coralie, HARPS). Con la sua elevata precisione spettroscopica ESPRESSO rileva pianeti di massa terrestre nella zona abitabile di stelle della stessa tipologia del sole: la massa della Terra, durante il suo moto orbitale causa una leggera variazione di velocità radiale del Sole di 9 centimetri al secondo; la precisione fornita da ESPRESSO è di 10 cm/sec, precisione di poco inferiore alla caratterizzazione di un sistema orbitante Terra - Sole. Questa oscillazione gravitazionale provoca variazioni minime nel colore della luce solare, invisibili all'occhio umano ma rilevabili dallo strumento. La luce catturata dal telescopio è inviata allo strumento tramite un sistema a fibra ottica di tipo Coude-train.

## Sensibilità
ESPRESSO è costruito utilizzando la stessa tecnologia alla base di HARPS, montato sul telescopio di 3.6 metri di La Silla dell'ESO. ESPRESSO beneficia della capacità di raccolta combinata della luce dei quattro telescopi VLT da 8,2 metri ed anche del miglioramento della stabilità e della precisione di taratura oggi possibili, come la tecnologia del pettine di frequenza laser. Lo scopo è quello di raggiungere una misurazione della variazione della velocità radiale vicino ai 10 cm/s, con l'obiettivo di affinare tali misurazioni sino a pochi cm/s, superiore alle possibilità dello strumento HARPS che può raggiungere una precisione di 97 cm/s (3,5 km/h), con una precisione attuale di 30 cm/s.
Lo strumento è in grado di funzionare in modalità 1-UT (one Unit Telescope) e in modalità a 4 UT. In modalità 4-UT, in cui tutti i quattro telescopi da 8 metri sono collegati incoerentemente per formare un telescopio equivalente a 16 m, lo spettrografo raggiungerà oggetti estremamente deboli.
Ad esempio, per stelle di tipo G2V (nane gialle), potranno essere caratterizzate le masse di:
- pianeti rocciosi intorno a stelle deboli con V(luminosità) ~ 9 (in modalità 1-UT)
- pianeti di massa Nettuniana intorno a stelle deboli con V ~ 12 (in modalità 4-UT)
- pianeti simili alla Terra intorno a stelle deboli con V ~ 9 (CODEX sul E-ELT ) (2025)[7]

ESPRESSO concentra le osservazioni sui candidati più adatti: stelle fisse, non rotanti, nane gialle e brune. Al massimo della propria efficienza potrà osservare stelle di classe spettrale sino a M4.
La fase di progettazione è completa ed a luglio 2017 è in fase di assemblaggio. La prima luce in laboratorio di ESPRESSO è avvenuta il 3 giugno il 2016. L'acquisizione del primo spetto della luce combinata dei quattro telescopi del VLT (prima luce) è stata effettuata il 27 novembre 2017.

## Strumento
Per la calibrazione di ESPRESSO viene usato un pettine di frequenza laser (LFC) usando come backup due lampade ThAr (Argon/Torio). Avrà tre modalità strumentali: singleHR (High Resolution), singleUHR (Ultra High Resolution) e multiMR (Medium Resolution). Nella modalità singleHR ESPRESSO può essere alimentato da una delle quattro UTs.

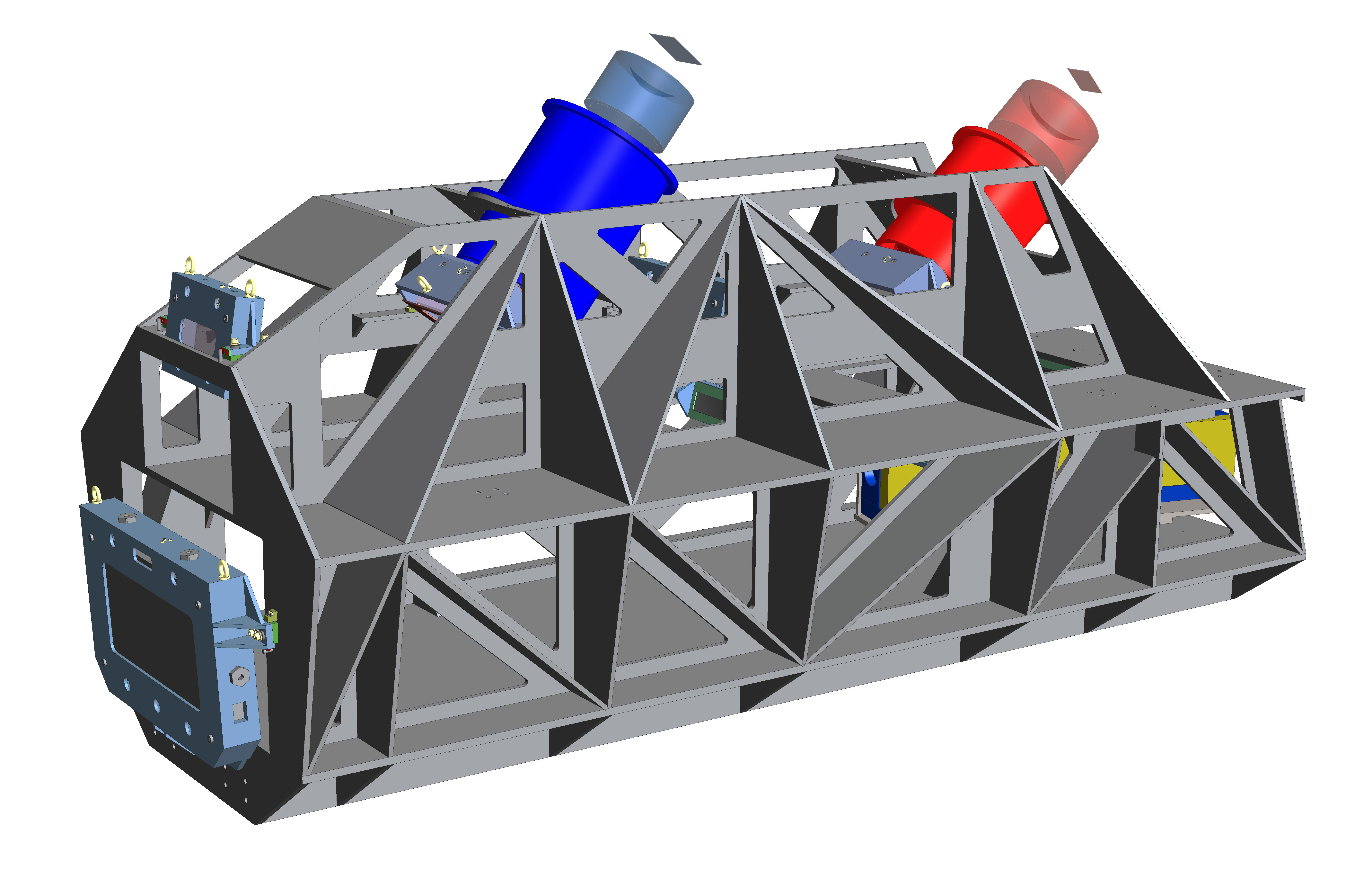
Rendering dello strumento ESPRESSO

## Obiettivi scientifici
I principali obiettivi scientifici di ESPRESSO sono:
- La misurazione della velocità radiali delle stelle di tipo solare per la ricerca di pianeti rocciosi.
- La misurazione della variazione delle costanti fisiche esistenti in natura mediante rilevazioni in tempi diversi e da direzioni diverse studiando la luce di quasar molto distanti.
- L'analisi della composizione chimica delle stelle nelle galassie vicine.

## Consorzio
ESPRESSO è stato sviluppato da un consorzio costituito da ESO e altri istituti scientifici:
- Centro per l'astrofisica dell'università di Porto, Portogallo.
- Facoltà di Scienze dell'università di Lisbona, CAAUL & LOLS, Portogallo.
- INAF–Osservatorio Astronomico di Trieste, Italia.
- INAF–Osservatorio Astronomico di Brera, Italia
- Istituto di astrofisica delle Canarie, Spagna
- Istituto di Fisica dell'università di Berna, Svizzera.
- Università di Ginevra, Svizzera.

## Tabelle comparative delle velocità radiali
| Massa planetaria | Distanza AU | Velocità radiale ( v radiale ) | Nota |
| --- | ----------- | ------------------------------ | ---- |
| Giove | 1           | 28,4 m/s                       |      |
| Giove | 5           | 12,7 m/s                       |      |
| Nettuno | 0,1         | 4,8 m/s                        |      |
| Nettuno | 1           | 1,5 m/s                        |      |
| Super-Terra (5 M⊕) | 0,1         | 1,4 m/s                        |      |
| Alfa Centauri Bb (1,13 ± 0,09 M⊕) | 0,04        | 0,51 m/s                       | (1)  |
| Super-Terra (5 M⊕) | 1           | 0,45 m/s                       |      |
| Terra | 0,04109589  | 0,30 m/s                       |      |
| Terra | 1           | 0,09 m/s                       |      |
| Fonte : Luca Pasquini, presentazioni power-point, 2009 Note(1) : La misurazione della v radiale più accurata mai registrata. Utilizzato lo spettrografo HARPS di ESO. |             |                                |      |

| Pianeta           | Tipo pianeta        | Semiasse maggiore ( AU ) | Periodo orbitale | Velocità radiale (m / s) | Rilevabile con:                               |
| ----------------- | ------------------- | ------------------------ | ---------------- | ------------------------ | --------------------------------------------- |
| 51 Pegasi b       | gioviano caldo      | 0,05                     | 4,23 giorni      | 55,9                     | spettrografo di prima generazione             |
| 55 Cancri d       | gigante gassoso     | 5,77                     | 14,29 anni       | 45,2                     | spettrografo di prima generazione             |
| Giove             | gigante gassoso     | 5,20                     | 11,86 anni       | 12,4                     | spettrografo di prima generazione             |
| Gliese 581 C      | super-terra         | 0,07                     | 12,92 giorni     | 3,18                     | spettrografo di seconda generazione           |
| Saturno           | gigante gassoso     | 9,58                     | 29,46 anni       | 2,75                     | spettrografo di seconda generazione           |
| Alpha Centauri Bb | pianeta terrestre   | 0,04                     | 3,23 giorni      | 0,510                    | spettrografo di seconda generazione           |
| Nettuno           | gigante di ghiaccio | 30,10                    | 164,79 anni      | 0,281                    | spettrografo di terza generazione             |
| Terra             | pianeta abitabile   | 1,00                     | 365,26 giorni    | 0,089                    | spettrografo di terza generazione (probabile) |
| Plutone           | pianeta nano        | 39,26                    | 246,04 anni      | 0,00003                  | non rilevabile                                |

### Stelle di tipo M e K con pianeti nella zona abitabile
| Massa stellare ( M ☉) | Massa planetari ( M ⊕) | Lum. (L 0 ) | Tipo | RHAB ( AU ) | RV (cm/s) | Periodo (giorni) |
| --------------------- | ---------------------- | ----------- | ---- | ----------- | --------- | ---------------- |
| 0,10                  | 1,0                    | 8,0×10−4    | M8   | 0,028       | 168       | 6                |
| 0,21                  | 1,0                    | 7,9×10−3    | M5   | 0,089       | 65        | 21               |
| 0,47                  | 1,0                    | 6,3×10−2    | M0   | 0,25        | 26        | 67               |
| 0,65                  | 1,0                    | 1,6×10−1    | K5   | 0,40        | 18        | 115              |
| 0,78                  | 2,0                    | 4,0×10−1    | K0   | 0,63        | 25        | 209              |
| fonte:                |                        |             |      |             |           |                  |

## Ricerca e risultati scientifici
- HD 22496 b è stato il primo esopianeta scoperto dallo strumento. Orbitante intorno ad una stella nana di classe K (HD 22496) di magnitudine 8.9 e distante 13.6 parsec (44 anni luce) il pianeta consisterebbe in una super terra con masse 5 volte quella terrestre e un periodo orbitale di 5.09 giorni.[22]
- Espresso nel 2022 ha confermato l'esistenza di esopianeti di tipo super-Mercurio, un tipo di pianeta strutturalmente denso con dimensioni inferiori a quelle terrestri e massa maggiore[23]. I primi due pianeti di questa categoria sono stati osservati nel sistema HD 23472, distante 127 al dalla terra.[24]I due pianeti più interni hanno le semi-ampiezze di velocità radiale più piccole rilevate alla data della scoperta.